# Nashua (Minnesota)
Nashua é uma cidade localizada no estado americano de Minnesota, no Condado de Wilkin.

## Demografia
Segundo o censo americano de 2000, a sua população era de 69 habitantes.
Em 2006, foi estimada uma população de 64, um decréscimo de 5 (-7.2%).

## Geografia
De acordo com o United States Census Bureau tem uma área de
8,9 km², dos quais 8,9 km² cobertos por terra e 0,0 km² cobertos por água.

## Localidades na vizinhança
O diagrama seguinte representa as localidades num raio de 24 km ao redor de Nashua.